# Gunung Seju
Gunung Seju är ett berg i Indonesien.   Det ligger i provinsen Aceh, i den västra delen av landet, 1 600 km nordväst om huvudstaden Jakarta. Toppen på Gunung Seju är 1 256 meter över havet.
Terrängen runt Gunung Seju är bergig söderut, men norrut är den kuperad.Runt Gunung Seju är det ganska glesbefolkat, med 24 invånare per kvadratkilometer. I omgivningarna runt Gunung Seju växer i huvudsak städsegrön lövskog.